# Châtin
Châtin – miejscowość i gmina we Francji, w regionie Burgundia-Franche-Comté, w departamencie Nièvre. Jej burmistrzem jest od 2008 r. Christophe Longuet.
Według danych na rok 1990 gminę zamieszkiwało 150 osób, a gęstość zaludnienia wynosiła 12 osób/km² (wśród 2044 gmin Burgundii Châtin plasowała się wtedy na 761. miejscu pod względem liczby ludności, natomiast pod względem powierzchni na miejscu 770.).